# Družba Božje Riječi
Družba Božje Riječi  (lat. Societas Verbi Divini ili SVD) je katolička redovnička zajednica čiji se članovi se nazivaju verbiti.

## Povijest
Na njemačkom govornom području red se zove "Steyler Missionare", po nizozemskom gradiću Steyl, u kojem je 1875. godine sv. Arnold Janssen utemeljio red. Na blagdan Velike Gospe, 15. kolovoza 1875. godine, posvećena je misijska kuća u Steylu. Arnold Janssen je na blagdan Bezgrješnog začeća 1889. godine osnovao i Kongregaciju misijskih sestara.
Nakon temeljite pripreme, osnovao je 1896. godine klauzurne sestre Služavke Duha Svetoga Vječnog Klanjanja (Congregatio Servarum Spiritus Sancti de Adoratione Perpetua). Arnold je za svog života slao misionare u Kinu, Argentinu, Togo, Ekvador, Brazil, Novu Gvineju, Čile, Sjedinjene Države, Japan, Paragvaj i na Filipine. Tamo su gradili crkve, škole, misijske postaje i bolnice.
Sjedište Verbita u Hrvatskoj je u Zadru, u Kranjčevićevoj ulici br. 7. 
Kardinal Ladislav Nemet, beogradski nadbiskup metropolit dolazi iz reda verbita.

## Vanjske poveznice

### Sestrinski projekti
|  | Zajednički poslužitelj ima još gradiva o temi Družba Božje Riječi |

### Mrežna sjedišta
- Hrvatsko dušobrižništvo  Arhivirana inačica izvorne stranice od 25. rujna 2007. (Wayback Machine)
- Divine Word Missionaries
- SVD Philippine Central Province  Arhivirana inačica izvorne stranice od 16. travnja 2009. (Wayback Machine)
- Divine Word Seminary